# Generation «П»
«Generation „П“» (также — «Поколение „П“») — постмодернистский роман российского писателя Виктора Пелевина 1999 года о поколении россиян, которое взрослело и формировалось во времена политических и экономических реформ 1990-х годов. Действие романа разворачивается в Москве 1990-х годов. Главный герой романа — Вавилен Татарский, интеллигентный юноша, выпускник Литературного института, своё необычное имя он получил от отца — поклонника Василия Аксёнова и Владимира Ленина. Татарский — собирательный образ «поколения „П“» — поколения семидесятых.
Благодаря случайности он попадает в мир рекламы и открывает у себя талант — сочинять рекламные слоганы. Таким образом, он становится сначала копирайтером, затем «криэйтором». Задачей Вавилена становится адаптация рекламы зарубежных товаров к отечественной ментальности. Затем Татарский становится творцом телевизионной реальности, замещающей реальность окружающую. Татарский участвует в создании телеобразов государственных деятелей и самой политической жизни страны с помощью компьютерных технологий. Однако он постоянно мучится «вечными вопросами», кто же всё-таки этим управляет, и в конце становится живым богом, земным мужем богини Иштар.
Роман был впервые опубликован в 1999 году издательством «Вагриус». Ещё до публикации его отрывки были выложены в Интернете, что позволило критикам сделать первые выводы о романе, а читателям заинтересоваться им. Выход «Generation „П“» был долгожданным, так как роман был издан спустя два года после написания предыдущего романа Пелевина «Чапаев и Пустота». В основном писатель начинал тиражирование своих произведений с журналов — прежде всего в журнале «Знамя», однако «Generation „П“» пропустил публикацию в журналах и сразу же вышел книгой. В 2011 году режиссёром Виктором Гинзбургом была снята экранизация романа, которая вышла 14 апреля 2011 года и собрала более 4,5 миллиона долларов в российском прокате.

## Название романа

По одной из версий, буква ПЦ была придумана Юрием Балашовым для афиши фильма «Generation П». В таком контексте буква «П» в названии означает «Пиздец», а само название трактуется как «Поколение Пиздец» — «пропащее поколение».

По мнению критиков, название романа было рассчитано на определённую целевую группу и позволяет читателю придумать значение букве «П» самостоятельно. Рецензенты под символом «П» понимали всё, что угодно, по всему тексту романа рассыпаны различные намёки на различные значения этой буквы. Различные критики и читатели придумывали свои трактования значения названия, сам Пелевин говорит о том, что в языке «идёт переназначение понятий с целью придать им иной психологический и социальный статус».
На первой же странице романа указано, что буква «П» означает Пепси. Значение буквы «П» в названии романа можно трактовать также как «Пиздец». В контексте трактования названия романа как «Поколение Пиздец» автор описывает жизнь «пропащего поколения», которое «…улыбнулось лету, морю и солнцу — и выбрало „Пепси“». Литературный критик и публицист Геннадий Муриков заметил, что слово «поколение» — «generation» — написано латинским шрифтом, а «П» — русской буквой, а не латинской «P». По его мнению, это было сделано специально для того, чтобы подчеркнуть, что это именно наш, отечественный Пиздец. Придуманное Пелевиным название поколения, по мнению Дмитрия Голынко-Вольфсона, является перифразом названий романа Дугласа Коупленда «Generation „X“» и фильма Грегга Араки «Поколение DOOM». Также некоторые критики трактуют название романа как «поколение Пелевина». 
Реально такая буква присутствует в абхазском алфавите.

## Персонажи
Пелевин на одной из интернет-конференций сказал, что в его романе «Generation „П“» героев нет, а есть лишь персонажи и действующие лица. Персонажи взяты непосредственно из жизни России 1980-х и 1990-х годов. Здесь «новые русские» и простой народ, бандиты и руководящая элита, наркоманы, люмпен-пролетарии и циничные рекламщики, управляющие всем происходящим. По мнению некоторых критиков, герои романа разделены на три группы персонажей. Для связки сюжета автором была создана группа персонажей, которую составляют Гусейн, Морковин и Фарсейкин. Другую группу персонажей составляют Пугин, Ханин, Малюта, Бло, Гиреев, Азадовский, в момент общения с ними личность Татарского как бы раздваивается, и части его личности ведут между собой диалог. Гусейн встречается главному герою на начальной фазе и ещё один раз пытается ворваться в повествование. Но их дороги расходятся оба раза.
- Вавилен (Владимир) Татарский — главный герой романа➤.
- Гусейн — чеченский бандит, крышевал коммерческий ларёк, в котором Вавилен работал продавцом.
- Сергей Морковин — однокурсник главного героя, который открыл Вавилену постсоветский мир и пригласил работать в рекламное агентство «Драфт Подиум». Морковин завершает всяческие эволюции главного героя[20].
- Дмитрий Пугин — мужчина с чёрными усами и блестящими чёрными глазами, в прошлом работал таксистом в Нью-Йорке и именно оттуда привёз идею о советской ментальности.
- Андрей Гиреев — одноклассник Татарского и поставщик мухоморов. Был одет в синюю рясу и расшитую непальскую жилетку.
- Владимир Ханин — владелец рекламного агентства «Тайный советчик», в котором работал Вавилен.
- Леонид (Легион) Азадовский — молодой коренастый толстяк, который употреблял очень много кокаина. Азадовский снимался в различных рекламных клипах на вторых ролях. Фамилия Азадовского является сатирическим указанием на Константина Азадовского, председателя жюри Букеровской премии 1999 года[21].
- Вовчик Малой — «крыша» Ханина. Он заказал Татарскому концепцию русской национальной идеи. Был убит во время разборок с чеченцами. Также упоминается в романе «Чапаев и Пустота», где выступает в роли коммерческого директора психиатрической лечебницы, в которой пребывает главный герой.
- Фарсук Сейфуль-Фарсейкин — телеаналитик, бывший комсомольский секретарь, из поволжских немцев (прототипом был Глеб Павловский[22]).
- Саша Бло — (псевдоним, настоящее имя — Эдик Дебирсян) глянцевый журналист, в начале романа — неудачник, умеющий подстраиваться под других, в дальнейших главах — обладатель дорогой машины и внушительного капитала. По мнению критиков, за Сашей Бло можно увидеть аса коммерческой журналистики, который пишет сотни статей в год, чем и формирует свой круг читателей[23].

Имена героев выполняют не только номинативную функцию, они вводят героя в социальную среду произведения. В диалогах используются различные формы одних и тех же имён и значительное количество рефлексий относительно их семантики. Простые имена используются для номинации периферийных героев.

### Вавилен Татарский
Главный герой романа — Вавилен Татарский, интеллигентный юноша, выпускник Литературного института, потрясенный однажды стихами Пастернака и начавший писать сам, своё необычное имя он получил от отца — поклонника Василия Аксенова и Владимира Ленина. Вавилен стеснялся своего имени и всегда представлялся Владимиром. Татарский — собирательный образ «поколения П» — поколения семидесятых. Как считают некоторые критики, в конструкции имени главного героя, которое случайным образом похоже на название города Вавилон, виден бренд. Как шутит один коллега Татарского, «у каждого Абрама своя программа, у каждого бренда своя легенда». Вавилен Татарский такая же вещь, такой же продукт, как и то, что он рекламирует, всё это ещё сильнее приближает читателя к тематике романа. Через некоторое время СССР развалился, и Татарский оказался не востребован эпохой и устроился продавцом в коммерческий ларёк; тогда Вавилен приобрёл два качества: бескрайний цинизм и способность определять степень опасности (или беззащитности) человека по его рукам.
Благодаря случайности он попадает в мир рекламы и открывает у себя талант — сочинять запоминающиеся рекламные слоганы. Таким образом, он становится сначала копирайтером, затем «криэйтором». Его задача — адаптировать рекламу зарубежных товаров к отечественной ментальности, и он с ней успешно справляется. Затем Татарский становится творцом телевизионной реальности, замещающей реальность окружающую, постепенно сам герой обезличивается, вытесняется его собственная личность, а на её месте образуется определённая система коммерческих символов. Татарскому также приходится участвовать в создании телеобразов государственных деятелей и самой политической жизни страны с помощью компьютерных технологий. Однако он постоянно мучится «вечными вопросами», осознавая симулятивность реальности, не понимая, кто всё-таки всем управляет. В конце становится живым богом, земным мужем богини Иштар. Точнее, земным мужем Иштар стала иллюзорная оцифрованная фигура Татарского, лишённая центра, по своей природе являющаяся совокупностью всех своих использованных образов.

## Сюжет

Визитной карточкой «Поколения „П“» стал рекламный клип, в котором обезьяна пила пепси-колу и уезжала на шикарном джипе в обнимку с девушками в бикини. «Именно этот клип дал понять большому количеству прозябавших в России обезьян, что настала пора пересаживаться в джипы и входить к дочерям человеческим»

История романа начинается с повествования о поколении, которое когда-то было в России и выбрало «Пепси», в которое и попал Вавилен Татарский. Вавилен после прочтения стихов Пастернака бросил технический институт и поступил в Литературный на отделение переводов с языков народов СССР. Через некоторое время СССР развалился, и Татарский оказался невостребован эпохой. Он устроился продавцом в коммерческий ларёк, «крышей» которого был Гусейн. Однажды к ларьку Татарского подошёл Сергей Морковин, однокурсник Вавилена по Литинституту, который занимался рекламой.
Морковин отвёл Татарского в рекламное агентство «Драфт Подиум». Первой работой Вавилена было создание рекламы для Лефортовского кондитерского комбината — так Татарский стал копирайтером. Через некоторое время Татарский решил подняться в карьере на ступеньку выше и начал разрабатывать рекламные концепции. Смысл работы состоял в приспособлении западных рекламных концепций под ментальность российского потребителя. Его новый наниматель, Дмитрий Пугин, поручил Татарскому разработать рекламную концепцию для сигарет «Парламент». Занятый этим делом Татарский вспомнил о своей институтской курсовой по истории, которая называлась «Краткий очерк истории парламентаризма в России», тогда он случайно нашёл папку с надписью «Тихамат». В ней говорилось о халдейской богине Иштар, ритуальными предметами которой являлись зеркало, маска и мухомор. Мужем богини мог стать любой житель Вавилона. Для этого он должен был выпить зелье из мухоморов, взойти на зиккурат, по пути разгадывая три загадки.
На следующий день Татарский увидел своего одноклассника Андрея Гиреева, который пригласил Татарского в гости. По приезде Гиреев угостил Татарского сушёными мухоморами. Вскоре «его мысли обрели такую свободу и силу, что он больше не мог их контролировать». Гиреев испугался состояния Татарского и убежал. Татарский погнался за ним и оказался около заброшенной стройки. Недостроенное здание было похоже на ступенчатый цилиндр с башней наверху, вокруг которого вилась спиральная дорога. Татарский начал подниматься на этот своеобразный зиккурат. По дороге он нашёл три предмета: пачку из-под сигарет «Парламент», кубинскую монету в три песо с изображением Че Гевары и пластиковую точилку для карандашей в виде телевизора. После этого приключения рекламные концепции стали получаться у Татарского намного легче.
Кокаин уже не доставлял Татарскому удовольствия. Однажды в баре герою продали почтовую марку, пропитанную ЛСД. На следующее утро Татарскому позвонил некий Владимир Ханин и сообщил, что Дмитрия Пугина убили. Приехав в офис Ханина, Татарский увидел над его столом плакат с тремя пальмами на тропическом острове. Эти пальмы были копией голограммы с пачки «Парламента», которую Татарский нашёл на зиккурате. С этого дня Татарский начал работать в агентстве Ханина «Тайный советчик». Татарского насторожил тот факт, что Ханин знал его настоящее имя.
Гуляя, Татарский увидел магазин с названием «Иштар», там он купил кеды «No name», в другом магазине по пути майку с изображением Че Гевары и планшетку для спиритических сеансов. Дома Татарский заправил планшетку бумагой и вызвал дух Че Гевары, он хотел узнать что-нибудь новое про рекламу. Планшетка писала всю ночь и выдала текст под заголовком «Идентиализм как высшая стадия дуализма». В тексте была высказана теория о превращении человека из Homo Sapiens в Homo Zapiens. Тогда же дух Че Гевары сформулировал теорию Вау-импульсов.

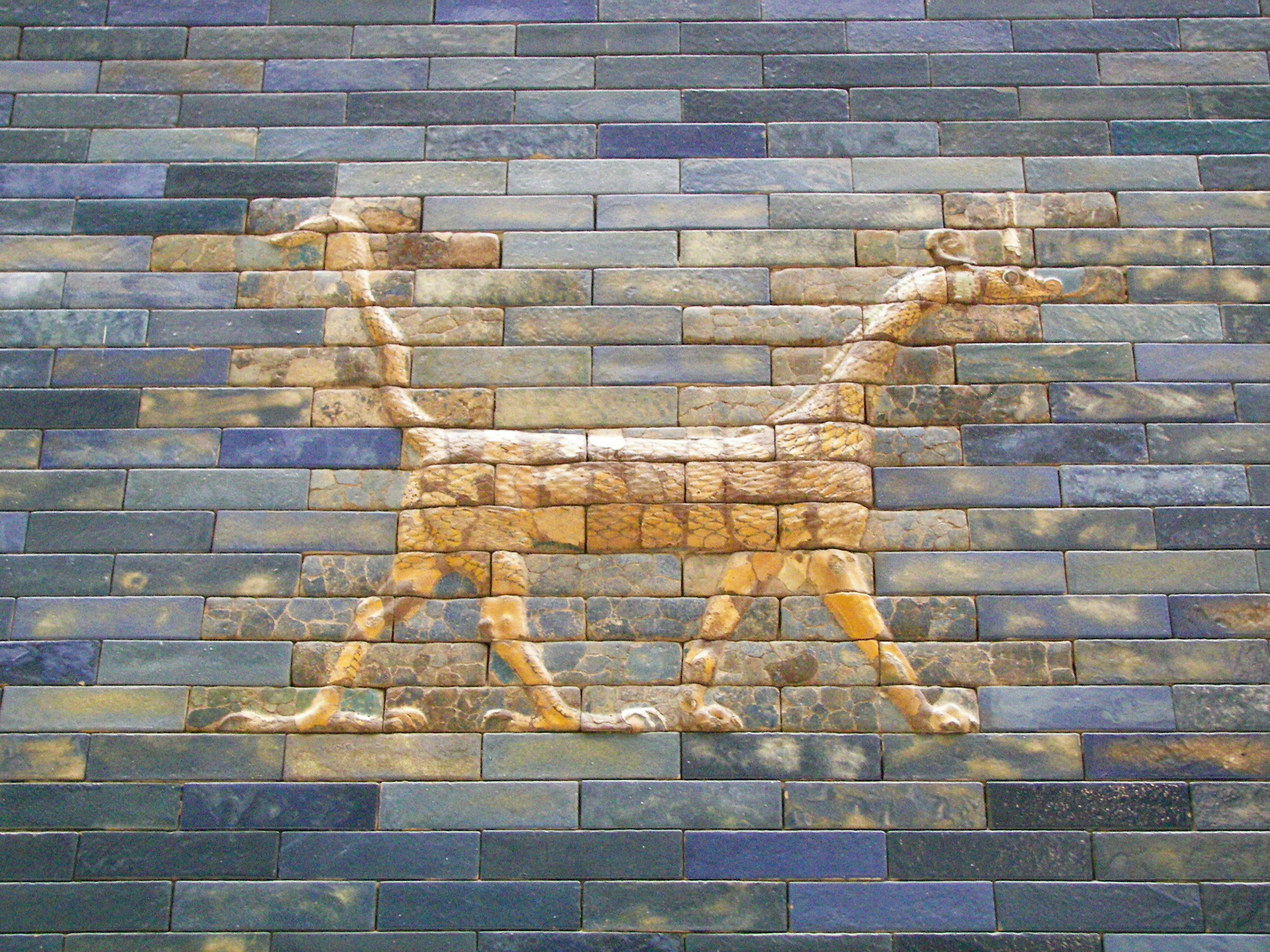
Сирруф — существо, изображённое на воротах Иштар в Вавилоне. Татарский встретил его во время наркотического трипа

Кроме Татарского, в фирме Ханина работали ещё два криэйтора — Серёжа и Малюта. Через несколько дней Татарский попробовал ЛСД. Когда Вавилен ждал, пока марка подействует, он решил прочитать папку «Тихамат». На одной из страниц Татарский увидел фотографию древнего барельефа, центральной фигурой которого был Энкиду, который в обеих руках держал нити, на которые были нанизаны люди. Нить входила человеку в рот и выходила из заднего прохода. Каждая нить оканчивалась колесом. По легенде, люди должны были взбираться по нити, «сперва заглатывая её, а затем попеременно схватываясь за неё ртом и анусом». Внезапно Татарский оказался на улице незнакомого города, над которым поднималась башня, похожая на ступенчатую пирамиду, сияющую ослепительным огнём. Вокруг стояли люди и неотрывно смотрели на этот огонь. Татарский поднял глаза, и огонь начал притягивать его. Затем Татарский увидел, что это не башня, а огромная человеческая фигура. Когда Татарский пришёл в себя, «в его ушах пульсировало непонятное слово — то ли „сиррукх“, то ли „сирруф“». Сразу после этого Татарский услышал голос, который назвался сирруфом, он объяснил Татарскому, что, принимая ЛСД или мухоморы, человек выходит за пределы своего мира. Марка, которую съел Татарский, была пропуском в это место. Сирруф был стражем Вавилонской башни, а то, что видел Татарский, сирруф назвал «тофетом» — местом жертвенного сожжения, где горит пламя потребления, и в котором сгорает идентичность человека. Татарский видел огонь только потому, что съел пропуск, когда большинство людей вместо огня видят только экран телевизора.
Татарский проснулся со страшным похмельем и отправился за пивом. У ларька Татарский встретил Гусейна, который потребовал «отступного», но в это время ему на пейджер позвонил Ханин и вскоре приехал на выручку со своей «крышей» — Вовчиком Малым. Малой заказал Татарскому концепцию русской национальной идеи. Создание такой концепции не получалось у Татарского, не помог даже дух Че Гевары. На следующее утро Татарский узнал, что Вовчика Малого убили во время разборок с чеченцами. Без «крыши» у Ханина начались проблемы, и ему пришлось закрыть дело. В офисе Ханина Татарский снова встретился с Морковиным, который предложил Татарскому новую работу. Боссом Ханина был Леонид Азадовский, которого на самом деле звали Легион. Татарский увидел его лежащим посреди кабинета на персидском ковре, усыпанным кокаином. Его лицо было знакомо Татарскому, он видел его в различных рекламных роликах на вторых ролях.
Отдел рекламы в этом заведении координировал работу крупных рекламных агентств. Морковин ввёл Татарского в курс дела. Выяснилось, что политиков, которых показывают по телевизору, на самом деле не существует, их создают с помощью сверхмощного компьютера. Чем выше пост виртуального политика, тем лучше 3D графика. Ельцин получался у них как живой, то же касалось и олигархов. Морковин рассказал, что существует служба «Народная воля», сотрудники которой рассказывают, что они только что видели «вождей». Получалось, что всё в России решали политики и олигархи, созданные 3D-специалистами. Татарский спросил, на что же всё это опирается, кто определяет курс мировой политики и экономики, но Морковин запретил ему даже думать об этом. Татарского назначили старшим криэйтором в отделе компромата. Вскоре ему дали соавтора, которым оказался Малюта. Через некоторое время Азадовский пригласил Татарского на пикник. Азадовскому доставляло удовольствие заходить в пивные и слушать, что говорит простой народ. Они посетили пивную недалеко от станции Расторгуево. Там на Татарского наехали бандиты после того, как он невольно раскрыл одного из активистов «Народной воли», и Вавилену пришлось сбежать. После этого он решил навестить Гиреева. Взяв у того сушёных мухоморов, Татарский отправился на прогулку в лес. Когда мухоморы подействовали, Татарский снова взобрался на башню замороженной стройки, где его посетили некоторые галлюцинации, после чего он заснул.
После этого Татарский оказался голым в помещении глубоко под землёй, чтобы принять участие в странном ритуале. Азадовский поведал Татарскому историю о древней богине, которая хотела стать бессмертной. «И тогда она разделилась на свою смерть и на то, что не хотело умирать». Между ними началась война, последняя битва которой произошла прямо над этим местом. Когда смерть начала побеждать, другие боги заставили их заключить мир. Богиню лишили тела, «она стала тем, к чему стремятся все люди», «а её смерть стала хромым псом с пятью лапами, который должен вечно спать в одной далёкой стране на севере». Общество, в которое вступал Татарский, стерегло сон собаки-смерти (по имени Пиздец) и служило богине Иштар. Главой общества оказался Фарсук Карлович Сейфуль-Фарсейкин, известный телеведущий, с которым Татарский частенько встречался, но близко знаком не был. Лоб Татарского помазали собачьей кровью и заставили заглянуть в глаз, через который богиня узнаёт своего земного мужа. Сейчас на должности мужа Иштар состоял Азадовский. Вдруг за спиной Вавилена задушили Азадовского, таким образом, земным мужем богини стал Татарский. После этого с главного героя сняли цифровую копию, и после этого его основной функцией стало участие во всех клипах и передачах. Мужем Иштар стала 3D-модель Татарского. Во время сканирования Татарскому в голову пришла идея, что всё поколение «Пепси» и есть та самая собака с пятью лапами. В наследство от Азадовского Татарскому достался маленький телефон с единственной кнопкой в виде золотого глаза. С тех пор лицо Татарского мелькало во всех рекламных клипах и телевизионных репортажах.

## Тематика
Одна из главных тем творчества Пелевина — это миф с учётом всех его форм, вариаций и трансформаций, от классической мифологии до современной социальной и политической мифологии. Роман представляет собой пародию на антиутопию с описанием многочисленных рекламных роликов и изображением выдуманной реальности. В самом романе Фарсейкин обращается к главному герою со следующими словами: «Ты, Ваван, не ищи во всем символического значения, а то ведь найдешь», таким образом автор обращается к критикам и читателем, ожидая разоблачение замысла. Критики выделяют следующие основные темы романа:
- Шумеро-аккадская мифология, эзотерика и религиозные вопросы[33].
- Рекламные и маркетинговые стратегии, их влияние на человека➤, а также адаптация зарубежных маркетинговых стратегий к русской ментальности.
- Вера в СМИ, отечественная ментальность и национальная идея.
- Теории заговора (в книге обыгрывается идея того, что миром правит «ложа рекламщиков»)[34].
- Роль наркотиков в творчестве[34]. Тематика влияния наркотиков на творчество осуществлена путём включения описаний бредового состояния главного героя после употребления наркотических средств. Употребление мухоморов вызывает у героя дисфункцию речи, что наводит Татарского на мысль, что «абсолютной истины нет, она зависит от наблюдателя и свидетеля событий». В эпизоде вызова духа Че Гевары показывается зависимость человека от телевизора и превращение его в «виртуальный субъект»[35][36][37].

### Постсоциалистическая жизнь и национальная идея
Действие романа происходит во времена исчезновения старой системы символов и идеалов, во времена появления чего-то, что ещё не имело названия: неопределённости, где люди узнают обо всём благодаря телевизору и газетам. При разработке рекламного ролика Татарский для компании Gap сформулировал мысль, что в России всегда был разрыв между культурой и цивилизацией, и в нынешние времена не стало культуры и нет цивилизации. Единственное, что осталось, — это разрыв, и его поколение живёт в этом разрыве, в состоянии полной неопределённости. Идея о неготовности человека к встрече с демократическими ценностями и рыночными отношениями выражена на уровне поиска главным героем смысла жизни, утраченного при переходе из коммунистического прошлого в демократическое настоящее. Пелевин уделил много внимания становлению бизнеса в России и сформулировал «основной экономический закон постсоциалистической формации: первоначальное накопление капитала является в ней также и окончательным».
Как и в других книгах Пелевина, в «Generation „П“» ставится вопрос, как всё происходящее в стране влияет на личность и духовность людей. Но если предыдущие его книги («Чапаев и Пустота», «Жизнь насекомых») создавали атмосферу сюрреалистического хаоса, в «Generation „П“» среди хаоса начинает появляться порядок, и порядок этот оказывается страшным.
В романе Вовчик Малой заказал Татарскому концепцию русской национальной идеи, которую Вавилен никак не мог разработать. Вовчик жаловался главному герою, что русских во всём мире не уважают, считают зверьми только потому, что у русских нет национальной идеи. В романе русская идея была высказана таксистом и заключалась в том, «чтобы лично меня мордой об стол не били». В итоге Татарский вывел лишь одну стоящую мысль относительно национальной идеи: «Антирусский заговор, безусловно, существует — проблема только в том, что в нём участвует всё взрослое население России». В одном из интервью автора «Generation „П“» спросили, нашёл ли он национальную идею, на что Пелевин ответил: «Конечно. Это и есть Путин».

### Консьюмеризм
Виктор Пелевин в романе изложил свою экономическую теорию орануса. Центральным понятием этой концепции является ротожоп (лат. Oranus) — человеческое общество в целом как живой организм. Люди в этой концепции — клетки и нервная система, а массмедиа — переносчик нервных импульсов. Сами люди в этой концепции всё оценивают в деньгах, будь то заработанных или потраченных. Вау-импульсы — сигналы, побуждающие зарабатывать и тратить деньги и вытесняющие из головы всё, что не связано с деньгами. Таким образом, автор выделил три вида вау-импульсов:
- Оральный вау-импульс побуждает человека к поглощению денег;
- Анальный вау-импульс — импульс, побуждающий к акту испускания из себя денег. Именно сам факт траты, а вовсе не обладания, приносит удовольствие;
- Вытесняющий вау-импульс — это защитный механизм, при помощи которого оранус охраняет себя от вмешательства сознания в его деятельность. Заключается в полном игнорировании любых понятий, не относящихся к деньгам[38][44][45].

Пелевин показывает семантизирующую роль телевидения, компьютера, наркотиков в повседневности, которые воздействуют на «identity», и побуждают его поглощать и выделять деньги, превращая человека в клетку потребляющей массы. Человек становится зависимым от определённых симулякров, навязанных средствами массовой информации. Эти симулякры создают образ счастливого человека, который нашёл счастье в обладании материальными объектами. Для того, чтобы соответствовать и производить должное впечатление, люди вынуждены покупать одежду, аксессуары, автомобили, женщин определённого класса. 

### Реклама
Одной из ключевых тем в романе является влияние рекламы и маркетинговых стратегий на человека. Как утверждает литературный критик Максим Павлов, роман перегружен однотипными пародиями на рекламу, часто представляющими собой «пародию для пародии». Философия рекламы, разработанная Вавиленом Татарским, представляет собой авторскую концепцию романа, когда человек перестаёт быть Homo Sapiens, превращаясь в Homo Zapiens — Человека Переключаемого. В образе главного героя автор изобразил неразрывную взаимосвязь между обезличиванием человека и его вовлечённостью в область технологий манипуляции сознанием. Homo Sovieticus вместе с Homo Zapiens, являются жертвами своих обществ. Обе сущности питают свои иллюзии, у одних они заключаются в вере в партию, а у других в потребительские товары.
Пелевин описывает различные манипуляционные технологии: от «классических» рекламных слоганов до вполне фантастического изображения криэйтерской деятельности героя в отделе компромата, которые «работают» на вытеснение традиционных ценностей российского человека и замещение их рядом псевдоидеалов. Рекламные слоганы, созданные главным героем, являются как бы символической доминантой всего романа. Татарский создаёт гипертрофированные, абсурдные рекламные тексты, отделяя миф, который создаёт реклама, от самого товара, демонстрируя ненужность и афункциональность мифологизируемых вещей.
В романе «Generation „П“» большое место занимают цитирование и пародирование сценариев и слоганов рекламных клипов, были упомянутые такие реальные бренды, как Coca-Cola, Пепси, Sprite, Pantene, Mercedes-Benz, Sony, Panasonic, Viewsonic, Tampax, Tuborg, GAP, Parliament, Ray-Ban, и многие другие, также Вавилен Татарский придумывал слоганы и рекламные концепции для вымышленных компаний, многие из них основываются на классических образцах, исторических легендах, национальных мифологемах. С помощью рекламных технологий предметы потребления возводятся в несвойственный им ранг высших ценностей. Духовные ценности в рекламе, искусстве начинают выполнять подчинённую функцию, снижаются, опошляются — всё ради потребления.
В 2005 году компания «Дека» решила производить квас под названием «Добрыня Никитич», но за полтора месяца до запуска линии название было заменено на «Николу», слоган этого бренда позаимствован у «Generation „П“». У Вавилена Татарского в романе возникла идея рекламной кампании «не-колы» — «7UP — The Uncola» со слоганом: «Спрайт — не кола для Николы». Компания «Дека» выпустила квас со слоганом: «Квас не кола, пей „Николу“». Директор по маркетингу компании «Дека» признавался в том, что идея слогана навеяна произведением. Впоследствии писатель в романе Empire V сочинил новый слоган: «Никола, один раз — не пидарас!».

## Художественные особенности
Роман «Generation „П“» не подвергался профессиональной редакторской правке, он предстал перед читателем в авторской редакции, поэтому в тексте Пелевина можно заметить изъяны, на которые мгновенно обратили внимание критики. В тексте присутствуют явные стилистические ошибки, самыми распространёнными из которых являются тавтологии, литературные штампы, которые автор использует при переходе от эпизода к эпизоду. Автор часто использует для описания разных предметов одинаковые эпитеты, да и сам роман написан на нелитературном языке. В романе присутствует мат, что тоже не нравится многим критикам.
Свободно дробящаяся композиция романа позволила вставить в текст множество остроумных реприз. Многие критики утверждают, что роман «Поколение „П“» состоит из смеси разрозненных анекдотов, городского фольклора, американского масскульта, а язык романа состоит из бандитской фени, молодёжного сленга, терминологического волапюка, рекламы и PR. Для Пелевина характерен образ инициации простодушного, когда путь героя и самого читателя составляют переходы от незнания к знанию. В романе присутствуют постоянные англоязычные вкрапления в текст.
По словам Дмитрия Голынко-Вольфсона, «стилистический фундамент романа — это наследие интеллигентской романтики Хемингуэя, адаптированного буддизма Сэлинджера, эзоповой футурологии братьев Стругацких с добавкой психоделики Кастанеды и изломанной экстатики Ирвина Уэлша». Одним из литературных приёмов в романе является включение виртуальной реальности в реальность. Этот приём осуществляется путём изображения бредового состояния главного героя после употребления наркотических средств. Употребление мухоморов вызывает у героя дисфункцию речи, что наводит Татарского на мысль, что «абсолютной истины нет, она зависит от наблюдателя и свидетеля событий». В эпизоде вызова духа Че Гевары показывается зависимость человека от телевизора и превращение его в «виртуальный субъект».

### Структура
Книга разделена на 16 глав:
1. Поколение «П»
2. Драфт Подиум
3. Тихамат-2
4. Три загадки Иштар
5. Бедные люди
6. Путь к себе
7. Homo Zapiens
8. Тихая Гавань
9. Вавилонская марка
10. Вовчик Малой
11. Институт пчеловодства
12. Облако в штанах
13. Исламский фактор
14. Критические дни
15. Золотая комната
16. Туборг Мэн

### Связи с другими романами и реальными событиями

#### Внешние
В книгах Виктора Пелевина сравнительно часто задействованы, помимо религиозных и философских текстов и аспектов, также и другие художественные произведения, особенно современной культуры (как масс-культуры, так и инди) и классики. Среди них: песни, литературные и музыкальные произведения, книги, фильмы, сказки и легенды.
Также активно присутствуют и прочие явления, деятели, средства и составные части современной культуры, общественной жизни, истории и различных субкультур, или — как сказано в предисловии к книге — «торгово-политического информационного пространства». Среди них: распад СССР и развитие событий в постсоветской России после него, компьютерные технологии, мобильная связь, интернет, торговые марки, реклама, маркетинг и пиар, СМИ и получившие в них широкую огласку происшествия. Такое регулярное стратегическое использование произведений и средств именно современной культуры прослеживается в различных работах Виктора Пелевина в разном соотношении.
В романе присутствует большое количество прецедентных феноменов:
- со сферой-источником «литература и фольклор» — 73 единицы, из которых 43 — это упоминания об отечественных и зарубежных писателях, героях отечественных и зарубежных произведений;
- со сферой-источником «кинематограф» — 33, из которых 14 — это киногерои, актёры, режиссёры, киностудии;
- со сферой-источником «мифология» — 43, из которых 28 — это боги и мифологические существа, религиозные деятели и места, библейские персонажи[56].

Виктор Пелевин в романе упомянул литературных критиков, которые раньше давали негативные отзывы на его книги. Например, литературного критика Павла Басинского, который нелестно отозвался о романе «Чапаев и Пустота», в образе критика Павла Бесинского автор засунул в сельский туалет, а потом и по шею в фекалии, таким образом реализовав метафору «сам ты дерьмо». По мнению некоторых критиков, фамилия одного из героев романа Азадовский является сатирическим указанием на Константина Азадовского, председателя жюри Букеровской премии 1999 года. Прототипом дизайнера Сени Велина, который изобрёл зелёный шар для вывоза трупов, является известный дизайнер Семён Левин, который изобрёл логотип телеканала НТВ. В романе автор упоминает тексты песен Бориса Гребенщикова и при сочинении рекламы сигарет использует его образ. Фамилия телеведущего Сейфуль-Фарсейкина прямо отсылает к ведущему известных в СССР телепрограмм «Международная панорама» и «Сегодня в мире» Фариду Сейфуль-Мулюкову. Основные идеи относительно пса по имени Пиздец были заимствованы Пелевиным из работы «Русская идея: Всенародный культ Пиздеца» Константина Крылова.

#### Внутренние
«Generation „П“» и многие другие романы автора имеют некую сюжетную взаимосвязь, например:
- «Empire V»: Многие идеи и образы из «Generation „П“» тесно перекликаются с «Empire V» — Вавилен Татарский появляется в этом романе как халдей, ответственный за креатив; Иштар — как верховная богиня, с которой люди связаны «пищевой цепочкой».
- «Священная книга оборотня»: Вавилен Татарский упоминается вскользь, при этом говорится, что ему «настал пиздец»[9]. Идея пса с пятью ногами по имени «Пиздец» присутствует в обоих произведениях.
- «ДПП (NN)»: креативщик, которому делает заказ Стёпа, — это Малюта, персонаж из Generation «П». Имя Татарского упоминается в разговоре с ним[62].
- «Ананасная вода для прекрасной дамы»: в рассказе «Операция „Burning Bush“» упоминается галлюцинация Татарского про горящий куст.
- «Чапаев и Пустота»: в обоих произведениях фигурирует Вовчик Малой по кличке Ницшеанец.[55]

В «Поколении „П“» были видны приёмы, которые были использованы в других произведениях Пелевина:
- В романе «Омон Ра» отец называет сыновей странными именами Омон и Овир. Помимо иронических отсылок к известным каждому советскому человеку аббревиатур ОМОН и ОВИР, имя Омон содержит аллюзию на древнеегипетского бога солнца Амона-Ра, связанным с древней цивилизацией[18].
- В романе «Чапаев и Пустота» главный герой встречает старого друга, тоже литератора, и эта встреча изменяет жизнь главного героя кардинальным образом. В обеих книгах миром управляет тайное общество.[55]
- В произведениях «Краткая история пэйнтбола в Москве» и «Греческий вариант» был озвучен остроумный взгляд на механизмы российского бизнеса[61].

### Дискурс
В тексте «Generation „П“» смешиваются не только различные стили, но и различные дискурсы, неотъемлемыми составляющими которых являются стили. Картина взаимодействия различных дискурсов в тексте вызвана нехудожественными дискурсами, которые выступают объектом и средством авторской игры. Текст романа открыт для нелитературных дискурсов, он стремится к объединению с коммуникативным пространством современного российского общества. В романе присутствуют такие дискурсы:
- Рекламный дискурс;
- Товарный дискурс[40];
- Дискурс откровения;
- Научный дискурс;
- Мифологический дискурс;
- Философско-культурологический дискурс, который создается путём использования производных от иноязычных лексических окказионализмов. Одним из таких слов является трансформ «wow»[39];
- Эсхатологический дискурс[63].

## Отзывы и критика
Лаборатория Фантастики

 Shelfari

 Goodreads
На своих конференциях и в интервью Пелевин говорил, что его не интересует критика, в романе «Generation „П“» он пишет руками главного героя: «Пора завязывать с литературоведением и думать о реальном клиенте». Между строк легко читается идея, что в литературе важны только читатель и автор.
Реакция критиков на «Generation „П“» была неоднозначной. С одной стороны, рецензенты хвалили роман за блестящий язык, глубокий философский подтекст, динамичный сюжет, оригинальность идеи. С другой стороны, уже другие люди критиковали произведение за скудный язык, обилие второстепенных персонажей и сюжетных линий, делающих чтение сложным для восприятия. Некоторые критики считают «Generation „П“» безнадежно слабым романом по сравнению с предыдущими романами Пелевина.
Журнал «Эксперт» отмечает, что публикация «Generation „П“» стала самым культовым событием 1999 года. Сейчас многие издания и критики также называют роман культовым. В 2000 году роман получил премию «Бронзовая улитка» и «Немецкую литературную премию имени Рихарда Шенфельда». В октябре «Generation „П“» выдвигалось на Букеровскую премию, но было проигнорировано судьями. Когда Пелевина спросили об этом, тот ответил что ничего иного он не ожидал от литературного истеблишмента, сказал что не заинтересован в отзывах и призах, что его книги продаются большими тиражами, и что Букер для него ничего не значит.
Некоторые критики отмечают, что роман одновременно является и «хлёсткой сатирой на российскую пиар-индустрию, и энциклопедией разноцветного пиара, и зеркалом общественных процессов 80-х, 90-х, 2000-х годов, и прогнозом на сегодняшний день».
Александр Архангельский считает, что «Поколение „П“» не является серьёзной литературой, а есть часть массовой культуры, своеобразная интеллектуальная попса. Леонид Каганов считает, что «Поколение „П“» — одна из лучших книг, что печатались со времён появления «Чапаева и Пустоты». В книге много юмора, пищи для ума, философских идей. Михаил Свердлов в своей рецензии на «Поколение „П“» обращает внимание на стиль изложения романа, а также считает, что роман написан на нелитературном языке. Литературный критик Евгений Шкловский в своей статье высказал мнение, что Пелевин, написав «Поколение „П“», занял свою «нишу», нашёл своё место в современном литературном мире. Журналист The Guardian Стивен Поул описывает роман как синтез современной сатиры, буддизма и египтологии.

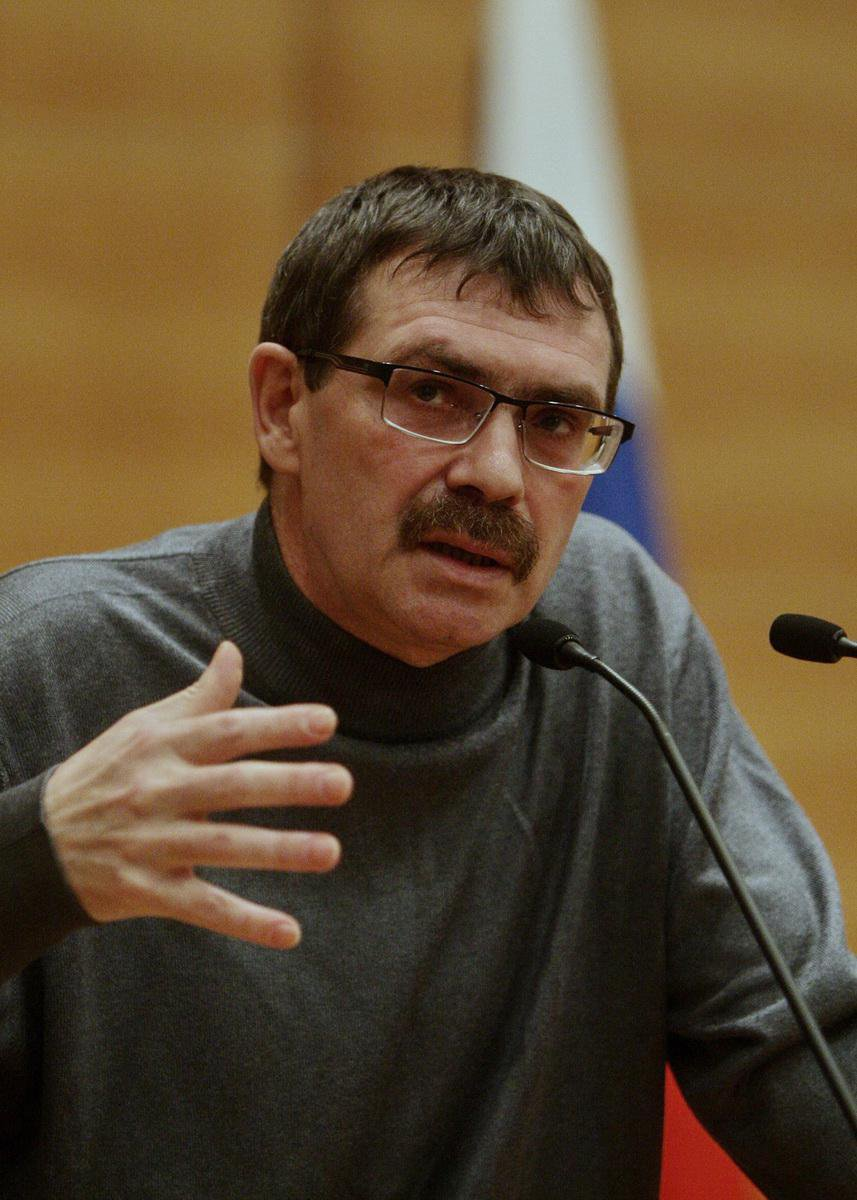
Павел Басинский

Литературный критик Митико Какутани из The New York Times называет роман культовым, он вызвал у неё фантасмагорическое чувство абсурда. Описывает роман как «грязную солянку философствования и маниакальных умозаключений, небрежно приукрашенную наркоманским потоком сознания».
Увековеченный в «Generation „П“» критик Павел Басинский признаёт, что роман очень достоверен и что он сможет даже через 100 лет передать читателям «чем дышали, что слышали, какие образы постоянно мелькали перед глазами» людей в 90-х годах XX века. Авторы книги «Пелевин и поколение пустоты» пишут, что роман стал народным, был растаскан на цитаты, и именно в этом романе проявился характерный талант Пелевина, позволяющий выдавать ёмкие и запоминающиеся формулировки. По мнению авторов, Пелевину удалось проделать такую работу, «которую до него совершали Грибоедов и авторы, скажем, „Бриллиантовой руки“, то есть создавать шум времени, обжигать кирпичи любой беседы, выпекать афоризмы, что нас всех переживут».

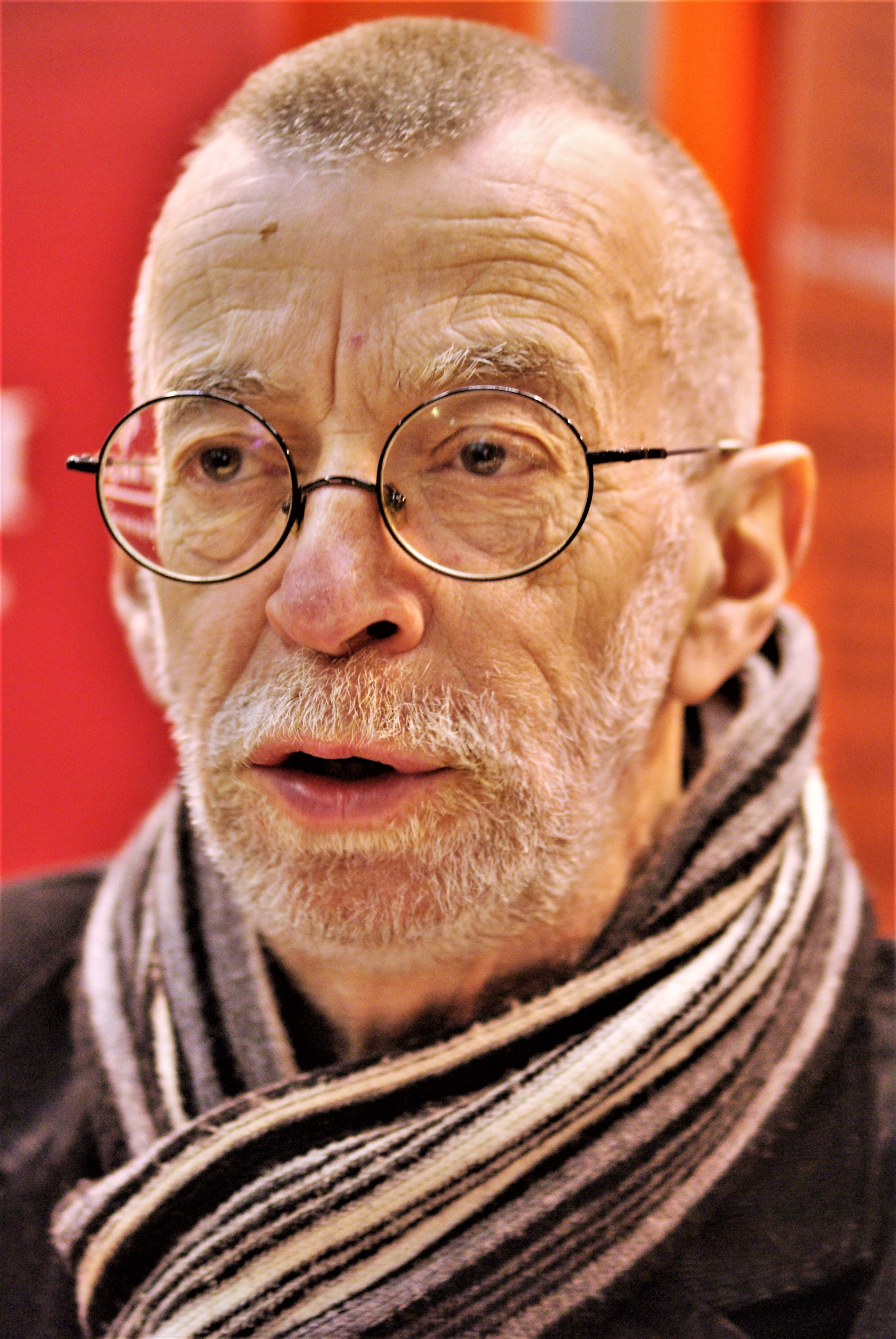
Лев Рубинштейн

Хотя многие критики отзываются о романе позитивно, существуют другие, которые оказались не в таком восторге от романа. Например критик Лев Рубинштейн пишет:
«Generation „П“» — это несколько бестолковое повествование, которое, несмотря на то, что оно временами то «глючит», то «зависает», читать всё же занимательно. Жанр? Антиутопия не антиутопия. Сатира не сатира. Да в общем-то и неважно. Язык? Язык с точки зрения адептов «качественной» прозы — никакой. Это язык нынешнего «нового журнализма» — не без изящества, не без наблюдательности, не без бойкости и даже виртуозности, не без проницательных и парадоксальных обобщений.
Писатель и критик Дмитрий Шаманский высказал следующее мнение о романе:
 Нацеленный на заведомый успех, роман оказался настолько слабым, что никакая крамола в его отношении просто неуместна. Роман не осилил той смысловой нагрузки, которой предполагал наделить его автор. Решив максимально приблизить к повседневности свою метафизическую идею, В. Пелевин рискнул взять в качестве мифологем образ «нового русского» и рекламные слоганы. В результате вместо ультрасовременного, ультрамодного романа сложился аляповатый лубок. Рассчитанный на самую широкую аудиторию, роман не выдержал читательской цензуры не только в качестве произведения «серьезной» литературы, но даже как увлекательное чтиво.

## Издания
Роман был впервые опубликован в 1999 году. Ещё до публикации отрывки книги были выложены в Интернете, что позволило критикам сделать первые выводы о романе, а читателям заинтересоваться данной книгой. Появление «Generation „П“» было долгожданным, так как он был издан спустя два года после выхода предыдущего романа Пелевина «Чапаев и Пустота». Общий тираж книги составил 360 тысяч экземпляров. Уже за два месяца после публикации книги было продано около 70 тысяч экземпляров, к концу 1999 года уже было продано более 200 тысяч экземпляров.
На русском языке
- Пелевин, В. О. Generation «П». — 1-е издание. — М.: Вагриус, 1999. — 336 с. — 35 000 экз. — ISBN 5-7027-0949-7.
- Пелевин, В. О. Generation «П». — 2-е издание. — М.: Вагриус, 2000. — 336 с. — 25 000, 15 000 — доп. тираж 2001 год, 10 000 — доп. тираж 2002 год. экз. — ISBN 5-264-00371-8.
- Пелевин, В. О. Generation «П». — 3-е издание. — М.: Вагриус, 2001. — 336 с. — 20 000 экз. — ISBN 5-264-00678-4.
- Пелевин, В. О. Generation «П». — 4-е издание. — М.: Вагриус, 2003. — 336 с. — 5000 экз. — ISBN 5-9560-0076-7.
- Пелевин, В. О. Generation «П». — 1-е издание. — М.: Эксмо, 2004. — 352 с. — 10 100 экз. — ISBN 5-699-07471-6.
- Пелевин, В. О. Generation «П». — М.: АСТ, 2004. — 336 с. — 15 000 экз. — ISBN 5-9560-0195-X.
- Пелевин, В. О. Generation «П». — 2-е издание. — М.: Эксмо, 2007. — 352 с. — 8000 экз. — ISBN 978-5-699-21361-0.
- Пелевин, В. О. Generation «П». — 3-е издание. — М.: Эксмо, 2009. — 384 с. — 8000 экз. — ISBN 978-5-699-37905-7.
- Пелевин, В. О. Generation «П». — М.: Эксмо, 2009. — 352 с. — 20 100 экз. — ISBN 978-5-699-28918-9.
- Пелевин, В. О. Generation «П». — М.: Эксмо, 2011. — 320 с. — 20 100 экз. — ISBN 978-5-699-33038-6.
- Пелевин, В. О. Generation «П». — М.: Эксмо, 2012. — 384 с. — 8000 экз. — ISBN 978-5-699-54414-1.
- Пелевин, В. О. Generation «П»: повести, рассказы. — М.: Эксмо, 2012. — 606 с. — 3000 экз. — ISBN 978-5-699-45094-7.
- Пелевин, В. О. Generation «П». — М.: Эксмо, 2022. — 352 с. — 5000 экз. — ISBN 978-5-04-161318-1.

В 2003 году была выпущена аудиокнига, текст которой читал Владислав Копп, а в 2006 году издательством МедиаКнига была снова выпущена аудиокнига, но в озвучке Андрея Курилова.
На иностранных языках
Книга многократно издавалась большими тиражами в США, Великобритании, Франции, Испании и Германии.
Книга «Generation „П“» в английском варианте оказалась немного урезанной. Переводом «Generation „П“» на английский язык занимался известный переводчик Эндрю Бромфилд. Но самому Пелевину пришлось заново придумать почти все слоганы, так как русские было трудно перевести на английский. При переводе некоторые фразы были упущены. Например, слоган «Солидный Господь для солидных господ» переводчик предложил превратить в «The Sound Savior for the Sound Savers», что не понравилось Пелевину
. В результате в клипе реклама Бога была заменена на рекламу Библии:
…номер в роскошной гостинице, столик из мрамора, на котором стоит включённый ноутбук с надписью «Перевод денег подтверждён» на экране. Рядом — свёрнутая трубкой стодолларовая бумажка и гостиничная Библия на трёх языках, на которой только что раскатывали кокаин. Слоган: «The shining Word for your shining world!»
Некоторые критики считают, что Эндрю Бромфилду не удалось осуществить адекватный перевод романа на английский, так как сам текст построен одновременно на двух языково-культурных системах.
- На английском: Виктор Пелевин. Homo Zapiens = Generation «П». — США: Penguin Books, 2003. — 324 с. — ISBN 978-0142001813.
- На английском: Виктор Пелевин. Babylon = Generation «П». — Великобритания: Faber and Faber, 2003. — 324 с. — ISBN 978-0142001813.
- На испанском: Виктор Пелевин. Homo Zapiens = Generation «П». — Испания, 2003. — 284 с. — ISBN 978-8439709688.
- На французском: Pelevine, V. Homo Zapiens = Generation «П» / Viktor Pelevine. — Paris : Seuil Fiction, 2001. — 410 p. — ISBN 978-2-02-032736-7.
- На китайском: 维·佩列文. “百事”一代 = Generation «П» / 维·佩列文. — 北京 : 人民文学出版社, 2001. — 301页. — 10 000样. — ISBN 978-7020033621.

## Экранизация

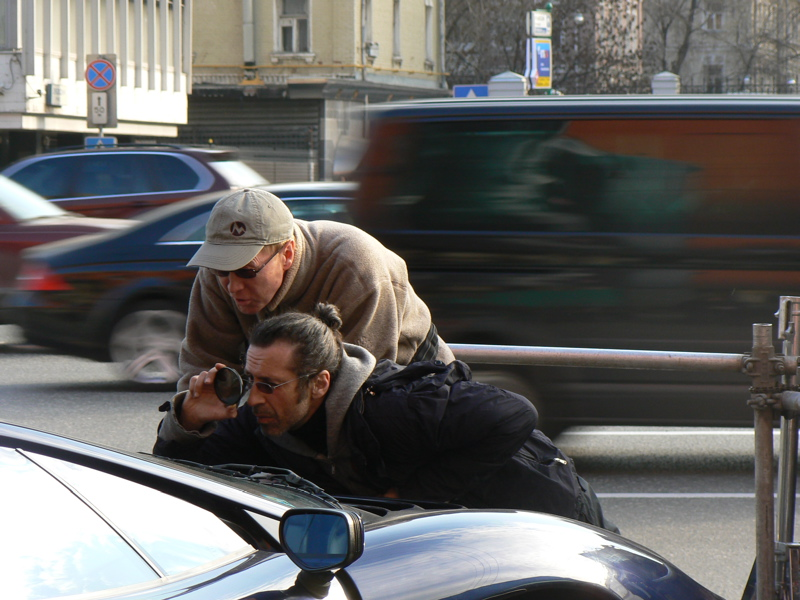
Рабочий момент на съёмках фильма

Работа над фильмом «Generation П» началась в конце 2006 года. В российский прокат фильм вышел 14 апреля 2011 года. Мировая премьера прошла в рамках 46 международного кинофестиваля в Карловых Варах. Фильм снимался как независимое кино, без привлечения крупных кинокомпаний. Режиссёр Виктор Гинзбург самостоятельно привлекал средства для работы над фильмом, но привлечённые деньги быстро заканчивались, и несколько раз картина была на грани остановки.
В фильме приняли участие Владимир Епифанцев, Михаил Ефремов, Андрей Фомин, Владимир Меньшов, Иван Охлобыстин, Александр Гордон, Роман Трахтенберг и другие актёры.
Сценарий в корне отличается от романа по структуре и динамике. У меня рекламщик рождается в киоске ещё до появления Морковина, изменена последовательность ключевых событий, визуализирована и связана воедино мистическая линия, которая считалась просто неподъёмной для кино, и, конечно, я дал герою то, что необходимо в кинематографе — собственную волю, когда он создает кандидата Смирнова. Ведь это история без классического сюжета, тут все завязано на динамике, на силе аттракциона и на „о нет!“ философской мысли.Виктор Гинзбург
Фильм имеет сложную структуру и значительное количество сложно переплетённых сюжетных линий. При работе над сценарием книга подверглась серьёзной переработке: в отличие от литературного произведения, история которого заканчивается в конце 90-х, действие фильма доведено до наших дней и даже продлено в будущее. Некоторые критики утверждали, что в фильме нет и тени Пелевина, другие — наоборот. Фильм «Generation „П“» заработал более 4,5 миллионов долларов в российском прокате и был приглашён в официальные программы десятков ведущих фестивалей мира, на которых получал различные награды. Издание «Russia Beyond the Headlines», являющееся международным проектом «Российской газеты», назвало «Generation „П“» одним из лучших фильмов 2011 года.